# Corynoptera vagula
Corynoptera vagula är en tvåvingeart som beskrevs av Risto Kalevi Tuomikoski 1960. Corynoptera vagula ingår i släktet Corynoptera, och familjen sorgmyggor. Arten är reproducerande i Sverige.